# Prag Zoo

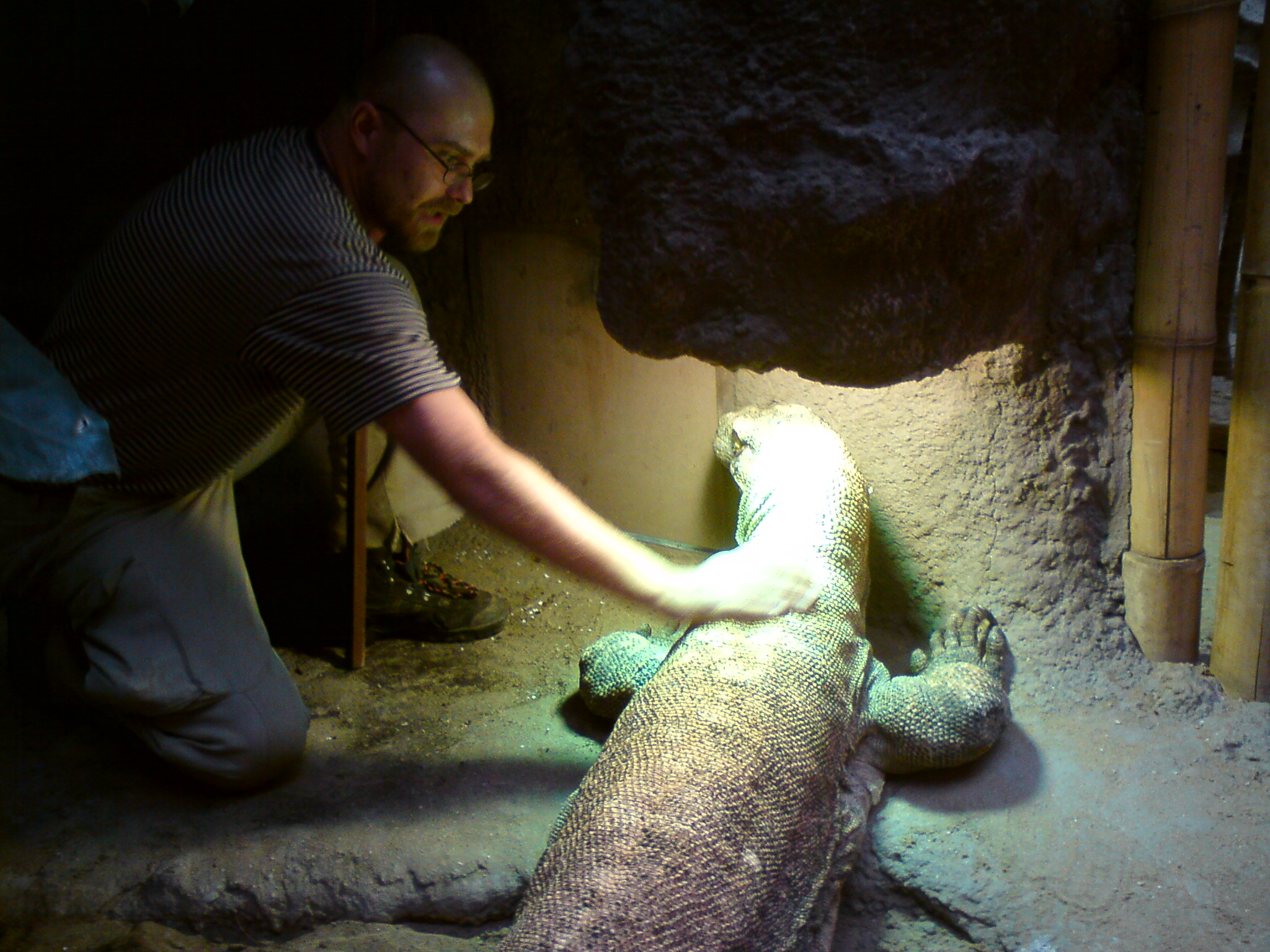
Komodovaran med skötare Jan Janošek i Prags Zoo 2010.

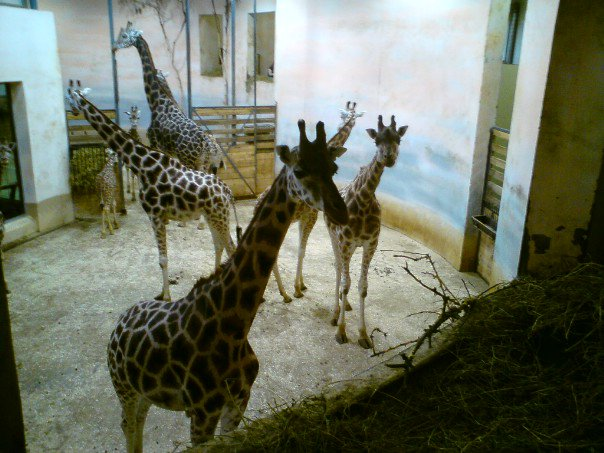
Giraffer i det nybyggda giraffstallet fotograferade från skötarsidan 2010.

Prag Zoo (tjeckiska: Zoologická zahrada Praha) är en djurpark i distriktet Troja i staden Prag, i Tjeckien. Djurparken grundades 1931 i en f.d. vinodling som ligger vid floden Moldau. I djurparken hålls över 4804 djur av 696 arter. Djurparken är berömd för sin avel av Przewalskis häst.

## Historia
I samband med bröllopet mellan Rudolf av Österrike och Stephanie av Belgien år 1881 framlade greve Sweerts-Spork i ett öppet brev i en lokal tidning ett förslag att grunda en djurpark i Prag, men det skulle dröja till 1891 innan en kommitté bildades för att grunda en zoologisk park, och dess arbete blev utan resultat. Först när Alois Svoboda skänkte ett stort område i Troja med villkoret att marken användes till den djurpark, förverkligades planerna på en djurpark. 1923 anställs professor Jiří Janda som blivande djurparkschef, 1927 hade 8 hektar inhägnats och Circus Rebernigg donerade en lejoninna med namnet Šárka till djurparken. Lejonet hölls till en början i professor Jandas villa i Troja.
Den 28 september 1931 öppnade djurparken för besökare, och en administrationsbyggnad uppfördes vid ingången. Samma år anlände de första djuren, det första djuret som visades var en varg med namnet Lotta samt Minka och Ali, parkens första exemplar av Przewalskis häst.
1932 visades de första tigrarna, vilka redan nästa år 1933 fick sina första ungar. 1933 anlände Baby, den första elefanten, och 1934 de första lejonen och sjölejonen.

### Högvatten och översvämningar
I augusti 2002 upplevde staden Prag och djurparken en allvarlig översvämning då över 1000 av parkens djur måste sövas och evakueras till högre liggande delar i djurparken. Översvämningen medförde stora skador på ett flertal byggnader, och 134 dog under översvämningen, däribland den asiatiska elefanttjuren Kadira som sköts med ett gevär, och sjölejonet Gaston, som via Moldau och Elbe simmade ända till Tyskland. Gaston återbördades till Prag, men dog kort därefter.

## Tunnelbana
| Linje | Station            |
| ----- | ------------------ |
| C     | Nádraží Holešovice |